# リチャード・トーマス (俳優)
リチャード・トーマス（Richard Earl Thomas、1951年6月13日 - ）はアメリカ合衆国の俳優。ニューヨーク・マンハッタン出身。両親はニューヨーク・シティ・バレエ団所属のバレエダンサー兼バレエ学校経営者。

## 略歴・人物
7歳でブロードウェイ・デビューし、8歳からテレビドラマに出演する。
アクターズ・スタジオやコロンビア大学で演技を学ぶ。1972年からスタートしたテレビドラマ『わが家は11人』のジョン・ボーイ役でアイドル的人気を博し、1973年、第25回プライムタイム・エミー賞主演男優賞 (ドラマ部門)を受賞した。主にテレビドラマの出演が多い。

## 主な出演作品

### 映画
- レーサー Winning (1969)
- 去年の夏 Last Summer (1969)
- 朝やけの空 Red Sky at Morning (1970)
- 私を助けて/吹雪が恐怖を運んでくる・人妻監禁事件 You'll Like My Mother (1972)
- ジェームズ・ディーンにさよならを September 30, 1955  (1977)
- 西部戦線異状なし All Quiet on the Western Front (1979) テレビ映画
- 宇宙の7人 Battle Beyond the Stars (1980)
- バラントレーの若殿 The Master of Ballantrae (1984) テレビ映画
- 聖女はロックシンガー Glory! Glory! (1989) テレビ映画
- IT It (1990) ミニシリーズ
- ストーカー 異常性愛 I Can Make You Love Me (1993) テレビ映画
- リンダ Linda (1993) テレビ映画
- インベーダー The Invaders (1995) ミニシリーズ
- 大草原のかなたに/ローラー・インガルス・ワイルダー物語 Beyond the Prairie: The True Story of Laura Ingalls Wilder (2000) テレビ映画
- ワンダー・ボーイズ Wonder Boys (2000)
- ウッドストックがやってくる! Taking Woodstock (2009)
- 消えない罪 The Unforgivable (2021)

### テレビドラマ
- ホールマーク・ホール・オブ・フェイム Hallmark Hall of Fame (1958-1959,1961)
- 弁護士プレストン The Defenders (1961)
- アズ・ザ・ワールド・ターンズ As the World Turns (1966-1967)
- ドクター・ウェルビー Marcus Welby, M.D. (1969-1970)
- ボナンザ Bonanza (1970)
- 華麗なる世界 Bracken's World (1970)
- FBIアメリカ連邦警察 The F.B.I. (1971)
- わが家は11人 The Waltons (1972-1981)
- 四次元への招待 Night Gallery (1972)
- ルーツ2 Roots: The Next Generations (1979)
- ハリウッド・ナイトメア Tales from the Crypt: Staired in Horror (1990)
- 新アウターリミッツ The Outer Limits (1995)
- ロビンソン一家漂流記 The Adventures of Swiss Family Robinson (1998)
- ザ・プラクティス ボストン弁護士ファイル The Practice (1999)
- LAW & ORDER:性犯罪特捜班 Law & Order: Special Victims Unit (2001,2013)
- ロー&オーダー Law & Order (2009)
- リゾーリ&アイルズ ヒロインたちの捜査線 Rizzoli & Isles (2011)
- ジ・アメリカンズ The Americans (2013-2016)
- ホワイトカラー White Collar (2013)
- グッド・ワイフ The Good Wife (2014)
- ビリオンズ Billions (2017,2019)
- NCIS: ニューオーリンズ NCIS: New Orleans (2019)
- ザ・コミー・ルール 元FBI長官の告白 The Comey Rule (2020) ミニシリーズ